# Axel Müller-Groeling
Axel Müller-Groeling (* 29. April 1964 in Saarbrücken, Deutschland) ist ein deutscher Physiker, Manager und Mitglied im Vorstand der Fraunhofer-Gesellschaft.

## Leben
Müller-Groeling studierte Physik an der Christian-Albrechts-Universität zu Kiel und der Rheinischen Friedrich-Wilhelms-Universität Bonn, wo er 1989 sein Diplom ablegte. Seine Diplomarbeit schrieb er über Mesonentheorie am Forschungszentrum Jülich (damals Kernforschungsanlage Jülich, KFA). Er wurde im Studium durch ein Stipendium der Studienstiftung des deutschen Volkes unterstützt. Müller-Groeling forschte zur Theorie mesoskopischer Systeme am Max-Planck-Institut für Kernphysik in Heidelberg und an der Ruprecht-Karls-Universität Heidelberg, wo er 1992 promovierte und sich 1997 habilitierte. Müller-Groeling verbrachte 1992/93 ein Jahr als Fellow am Wissenschaftskolleg zu Berlin, arbeitete 1993/94 als Postdoc an der University of Toronto, Kanada, sowie 1994/95 am Commissariat à l’Energie Atomique (CEA) in Saclay bei Paris, Frankreich, finanziert durch ein NATO-Stipendium des Deutschen Akademischen Austauschdienstes (DAAD).
Müller-Groeling arbeitete von 1998 bis 2005 als Unternehmensberater bei McKinsey & Company, Inc. Im Jahr 2005 war er Mitgründer der Centrosolar Group AG, die sich mit Produktion und Vertrieb kompletter Solarsysteme beschäftigte, und in deren Vorstand für Strategie und Operations verantwortlich. Seit 2006 notierte die Centrosolar Group AG im Prime Standard der Deutschen Börse und beschäftigte im Jahr 2010 bei einem Umsatz von über 400 Millionen EUR mehr als 1000 Mitarbeiter. Nach der Insolvenz des Unternehmens wurde die Börsennotierung Mitte des Jahres 2015 eingestellt.
Von 2016 bis Juli 2022 war Müller-Groeling geschäftsführender Institutsleiter des Fraunhofer-Instituts für Siliziumtechnologie ISIT in Itzehoe, Schleswig-Holstein, und seit 2020 Professor (W3) für Mikrosysteme und Technologietransfer an der Technischen Fakultät der Christian-Albrechts-Universität zu Kiel. Darüber hinaus war er von Anfang 2021 bis Juli 2022 kommissarisch auch geschäftsführender Institutsleiter des Fraunhofer-Instituts für Mikroelektronische Schaltungen und Systeme IMS in Duisburg, Nordrhein-Westfalen. Seit 1. August 2022 ist er Vorstand der Fraunhofer-Gesellschaft im Bereich Forschungsinfrastrukturen und Digitalisierung.
Müller-Groeling ist Mitglied im Beirat Batterieforschung Deutschland des Bundesministerium für Bildung und Forschung (BMBF) und sitzt im Aufsichtsrat des Innovationszentrums Itzehoe (IZET).

## Publikationen
Müller-Groeling hat wissenschaftliche Artikel in den Themenbereichen Kernphysik, statistische Quantenphysik und nichtlineare Dynamik veröffentlicht, darunter: 
- T. Guhr, A. Müller-Groeling and H. A. Weidenmüller, Random matrix theories in quantum physics: common concepts, Physics Reports 299 (1998) 189–425
- K. Frahm, A. Müller-Groeling and J.-L. Pichard, Effective σ model formulation for two interacting electrons in a disordered metal, Phys. Rev. Lett. 76 (1996) 1509–1512.
- D. Lohse and A. Müller-Groeling, Bottleneck effects in turbulence: scaling phenomena in r versus p space, Phys. Rev. Lett. 74 (1995) 1747–1750
- A. Altland, S. Iida, A. Müller-Groeling and H. A. Weidenmüller, Persistent currents in an ensemble of isolated, mesoscopic rings at zero temperature: a nonperturbative approach, Europhys. Lett. 20 (1992) 155–160
- A. Müller-Groeling, K. Holinde and J. Speth. K-N interaction in the meson exchange framework, Nucl. Phys. A513 (1990) 557–583